# Ditrichštejnský palác (Olomouc)
Ditrichštejnský (Dietrichsteinský) palác je výstavná třípatrová nárožní budova v Olomouci na Horním náměstí naproti orloji. Přestavbou dvou měšťanských domů z roku 1450 a spojením se sousedními budovami vznikl rozlehlý trojkřídlý palác. Průčelím s hlavním vchodem je obrácen do Opletalovy ulice, kratším křídlem ke kostelu sv. Mořice. Jedná se o reprezentační sídlo umístěné v kompaktní zástavbě historického jádra města, chráněnou kulturní památku České republiky.

## Historie
Ve středověku na místě stávaly tři gotické domy, které zadní částí sousedily se hřbitovem u kostela sv. Mořice. Přestavba  byla pravděpodobně zahájena ve 2. polovině 16. století, kdy dům na náměstí byl v držení bohatého obchodníka se suknem Joachima Jeppnera. Po bitvě na Bilé hoře se dům dostal jako konfiskát do majetku Františka z Ditrichštejna. V držení rodu zůstal od roku 1624 až do roku 1802.  V letech 1630–1631 byl na místě dvou starších objektů vybudován palác s dvoukřídlou dispozicí a krytou chodbou na kůr  v kostele sv. Mořice.  František z Ditrichštejna vložil nově získaný dům do zemských desek. Podle  záznamů z městského archivu z roku 1653 byl z milosti císaře osvobozen od placení městských dávek. Za obléhání Olomouce v roce 1644 byl dům poškozen dělostřeleckou palbou, a poté prodělal důkladné opravy. V roce 1683 byl údajně v paláci  ubytován polský král Jan Sobieski při cestě do Vídně. Později bylo přízemí domu využíváno pro obchodní účely, byla zde  lékárna (1730) a kavárna (do poloviny 19. století), v ostatních prostorách byly byty. Po katastrofálním požáru města v roce 1709 byla zadní část paláce značně poškozená, v následujících letech byly prováděny jen nutné opravy. Archivní dokumenty z roku 1775 svědčí o špatném stavu objektu. V souvislosti se zrušením hřbitova u kostela sv. Mořice a zbouráním ohradní zdi bylo roku 1788 rozhodnuto provést důkladnější obnovu paláce. Provedením byl pověřen zednický mistr Jindřich Zeitler  z Olomouce, pracující na panství Ditrichštejnů v nedalekém Lipníku nad Bečvou.

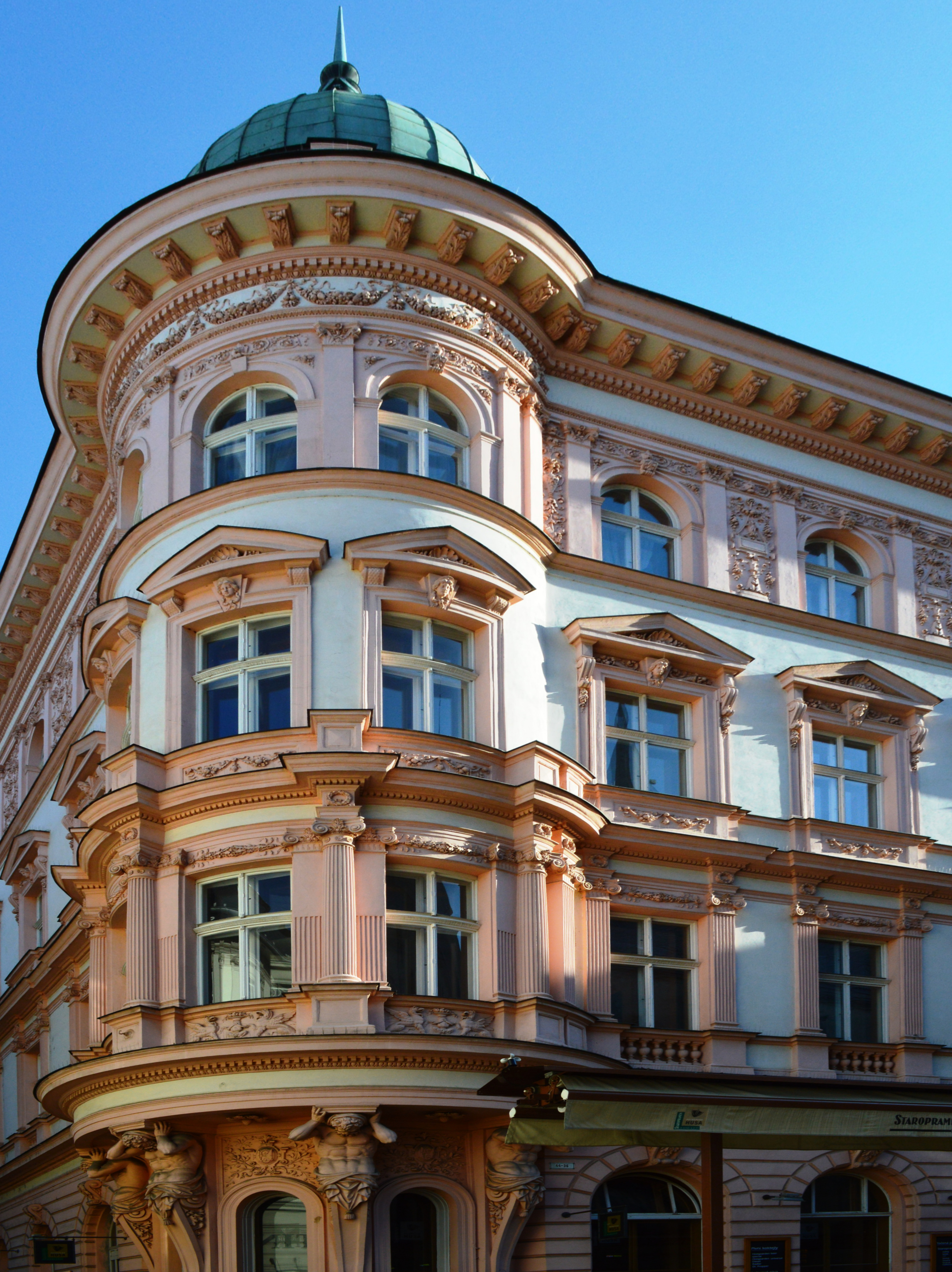
Arkýř na severovýchodním nároží

Rozsáhlá přístavba byla provedena v letech 1877–1879, kdy dům vlastnili manželé Emilie a Eduard Mayovi.  Podle návrhu Gustava Wiedermanna byl  k původnímu jádru připojen trakt směrem ke kostelu a sjednoceno průčelí do Opletalovy ulice.  V zadní části domu byl soustředěn restaurační provoz (Schwechatská pivnice). V další etapě byla v roce 1890 upravena fasáda v historické části směrem do náměstí.
Palác byl v majetku města Olomouce. Ve 20. století bylo přízemí nově upraveno pro obchodní a restaurační účely, v patrech byly bytové jednotky a galerie výtvarného umění. V roce 2011 byl objekt prodán soukromému majiteli.

## Popis
Pod objektem do náměstí je zachovaný gotický kamenný sklep, na něj navazuje renesanční sklep, oba jsou zaklenuté valenou polokruhovou klenbou. V přízemí se dochovaly stropy s valenou klenbou s lunetami, výsečemi a štukovými terči ve vrcholu kleneb. V patře se nachází štukové a malované trámové stropy, další patra jsou plochostropá. Průčelí do náměstí je sedmiosé, v přízemí šestiosé se ztrojenými okny na levé straně. Okna ve dvou nižších patrech jsou obdélníková, ve třetím patře mají půlkruhové záklenky. Průčelí do Opletalovy ulice je devítiosé s trojosým středním rizalitem, zvýrazněným v prvním a druhém patře balkony. Neorenesanční fasáda domu je členěna kordonovými římsami, nad okny v 1. patře jsou půlkruhové empírové frontony, ve 2. patře renesanční. Severovýchodní nároží zdobí válcový arkýř s vrcholovou kopulí a věžičkou, v přízemí podpíraný čtyřmi giganty. Zadní křídla směrem ke kostelu sv. Mořice jsou upravena ve stylu klasicismu.